# Alperstedt
Alperstedt ist eine Gemeinde im Landkreis Sömmerda in Thüringen. Sie gehört der Verwaltungsgemeinschaft Gramme-Vippach an, die ihren Verwaltungssitz in der Gemeinde Schloßvippach hat.

## Geografie
Alperstedt liegt im südöstlichen Teil des Thüringer Beckens südlich des Naturschutzgebietes Alperstedter Ried. Es handelt sich dabei um das größte Kalkniedermoor im Thüringer Becken. Seit 1938/1967 ist es Naturschutzgebiet.

### Klima

Niederschlagsdiagramm

Der Jahresniederschlag liegt bei 453 mm und ist damit extrem niedrig, da er in das untere Zwanzigstel der in Deutschland erfassten Werte fällt. An nur einem Prozent der Messstationen des Deutschen Wetterdienstes werden niedrigere Werte registriert. Der trockenste Monat ist der Februar, die meisten Niederschläge fallen im Juni. Im Juni fallen 2,9 mal mehr Niederschläge als im Februar. Die Niederschläge variieren  stark. An 71 % der Messstationen werden niedrigere jahreszeitliche Schwankungen registriert.

## Geschichte
Erstmals wurde der Ort zwischen den Jahren 802 und 817 schriftlich als Alvaratestete in einer Schenkungsurkunde erwähnt. Eine weitere Nennung erfolgte am 29. September 1061.
1370 verkaufte ein Graf Gleichen den Ort an die Stadt Erfurt. Der adlige Ort gehörte ab Mitte des 17. Jahrhunderts zum Amt Großrudestedt, welches ab 1672 Teil des Herzogtums Sachsen-Eisenach war und 1741 zu Sachsen-Weimar-Eisenach kam. Am 13. November 1736 zerstörte ein Großfeuer einen großen Teil von Alperstedt. Das Dorf gehörte damals Johanna Christiana von Haeseler, die durch den Brand ihren „Fürstenhof“ verlor. Pfarr- und Schulhaus sowie 38 Wohnhäuser wurden zerstört. 1794 wurde der Turm für die schon ältere Kirche errichtet. Das Dorf lebte von der Landwirtschaft. Außerdem stellte es Geleitleute für den gefährlichen Weg durch das Moor nördlich des Ortes, der Teil einer vielbefahrenen Nord-Süd-Verbindung durch Alperstedt war. Durch die Rast von Mensch und Tier entstanden zwei Gastwirtschaften im Ort, eine davon der 1740 unter Frau von Heßler erbaute Schwarze Adler. 1816 begann man mit der Trockenlegung des Alperstedter Rieds, um Torf zu gewinnen. Seit 1850 gehörte der Ort zum Verwaltungsbezirk Weimar des Großherzogtums Sachsen-Weimar-Eisenach. 1924 erfolgte die Elektrifizierung des Ortes.

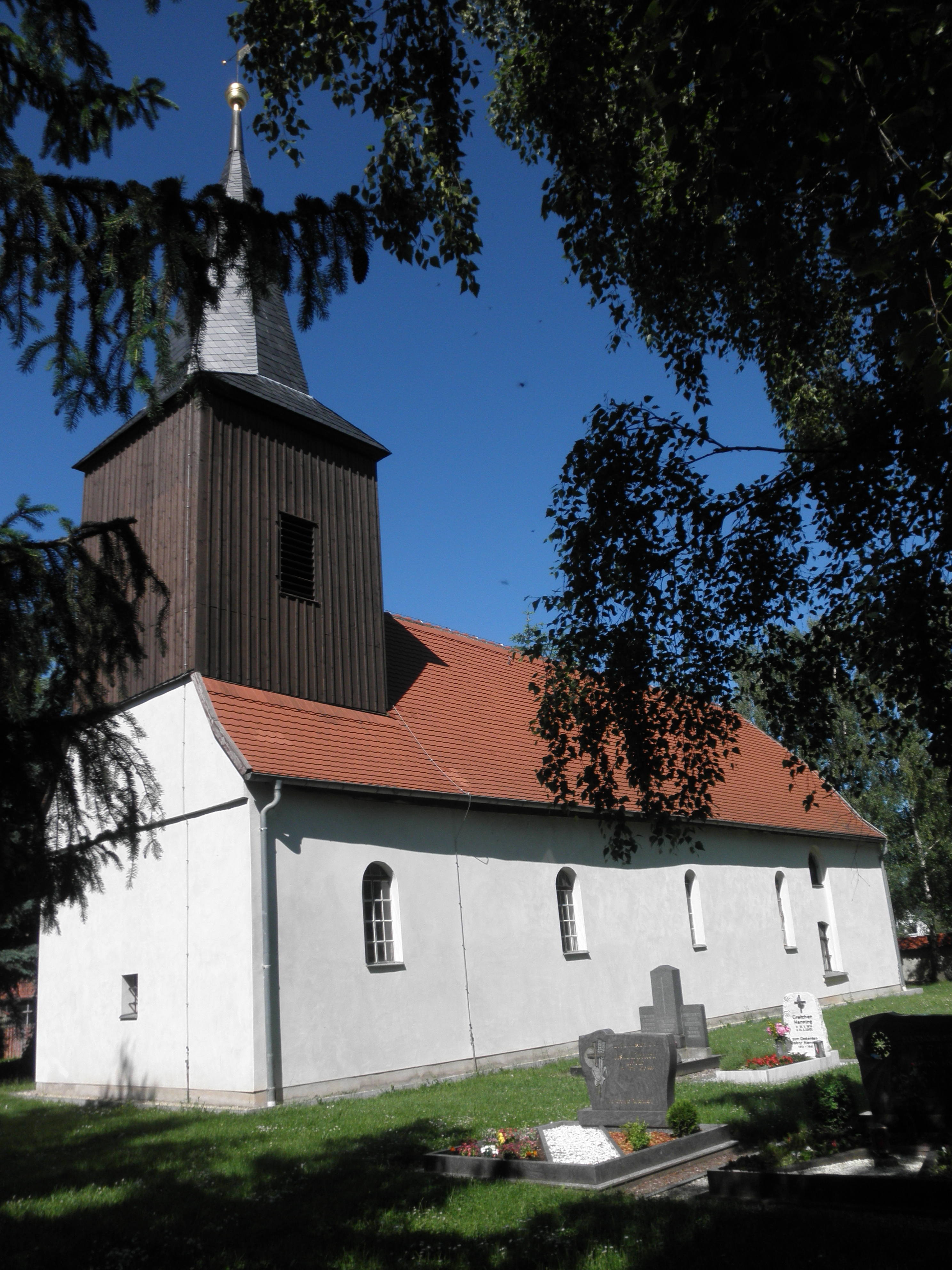
Ev. Kirche St. Martin

Während des Zweiten Weltkriegs (1944/45) befand sich südöstlich des Ortes in Richtung Großrudestedt ein Feldflugplatz der Luftwaffe. Er war mit Tagjägern belegt (JG 3 Udet und JG 302), die die Aufgabe hatten, anfliegende alliierte Bomber im mitteldeutschen Raum zu bekämpfen. Die Jagdflugzeuge standen getarnt in Einzelhangars an benachbarten Straßen, die Flugzeugführer wohnten bei Familien in den umliegenden Dörfern. Es gab Überlegungen, nach dem Krieg den Zivilflughafen Erfurt bei Alperstedt anzusiedeln.
Während des Krieges mussten 63 Frauen und Männer aus Polen, Litauen, Lettland und Jugoslawien Zwangsarbeit in der Landwirtschaft verrichten. Ein umgekommener Pole wurde auf dem Dorffriedhof begraben, sein Grab ist eingeebnet.
Das große Rittergut Alperstedt (333 Hektar), das zuletzt der Familie Ruhmer gehört hatte, wurde 1945 entschädigungslos enteignet, das Herrenhaus abgerissen. Der Wirtschaftsbereich wurde als Volkseigenes Gut (VEG) weitergeführt.
Von 1947 bis 1950 entstand östlich des Dorfes neben Flugplatzgebäuden die Siedlung Alperstedt mit 16 neuen Häusern. Sie lag neben dem in Parzellen an Siedler aufgeteilten Rollfeld des Feldflugplatzes. Später erfolgte die Zwangskollektivierung der bäuerlichen Betriebe des Ortes.
Unweit des früheren Flugfeldes errichtete die Sowjetarmee auf einem künstlichen Hügel eine Radar-Station mit der benachbarten Garnison Alperstedt, die bis zum Ende der DDR existierte. Alle Anlagen und Gebäude der 733. FuTK wurden nach 1990 beseitigt.
Nach der Wende entstanden zahlreiche neue Wohnhäuser an der Ortsperipherie. Die Wirtschaft wurde reprivatisiert, die Gärtnereibetriebe wurden erweitert und technisch auf einen modernen Stand gebracht. Entsprechend dem Einigungsvertrag 1990 wurde jedoch der Gutsbesitz nicht zurückgegeben.
Im Oktober 2009 erhielt die Gemeinde ein neues Bürgerhaus, das in einem Jahr Bauzeit mit einer Investition von 1,6 Millionen Euro errichtet wurde.

### Einwohnerentwicklung
Entwicklung der Einwohnerzahl:
| - 1994: 585 - 1995: 580 - 1996: 585 - 1997: 595 - 1998: 593 - 1999: 712 | - 2000: 724 - 2001: 721 - 2002: 735 - 2003: 739 - 2004: 735 - 2005: 727 | - 2006: 726 - 2007: 740 - 2008: 717 - 2009: 718 - 2010: 699 - 2011: 697 | - 2012: 697 - 2013: 693 - 2014: 714 - 2015: 747 - 2016: 744 - 2017: 752 | - 2018: 751 - 2019: 752 - 2020: 744 - 2021: 746 |

 Datenquelle: Thüringer Landesamt für Statistik
Die positive Entwicklung der Bevölkerungszahl ist auf Zuzug von außerhalb in zahlreiche Neubauten zurückzuführen.

## Politik

### Gemeinderat
Der Gemeinderat aus Alperstedt setzt sich aus acht Ratsfrauen und Ratsherren zusammen. Nach der Kommunalwahl am 26. Mai 2019 ergibt sich die folgende Zusammensetzung:
- Alperstedter Sportverein: 2 Sitze
- Bürgerinitiative Umweltschutz: 3 Sitze
- Freiwillige Feuerwehr Alperstedt: 2 Sitze
- Heimat- und Kulturverein „Alperstedter Ried e. V.“: 1 Sitz

### Bürgermeister
Der ehrenamtliche Bürgermeister Torsten Richardt wurde am 16. Mai 2021 gewählt. Zuvor war seit 2009 Peter Hehne im Amt.

### Wappen
Das Wappen von Alperstedt zeigt ein Herz, umfasst von an den Stielen gekreuztem Lorbeer- und Palmenzweig.

## Kultur und Sehenswürdigkeiten
- Siehe auch: Liste der Kulturdenkmale in Alperstedt
- Ehrenhain für die Gefallenen beider Weltkriege am südlichen Ortsausgang, in der Nähe der Kirche. Aus dem Ersten Weltkrieg kehrten 17, aus dem Zweiten Weltkrieg 48 Alperstedter Soldaten nicht zurück.
- Dorfkirche St. Martin mit umgebendem Kirchhof und einer farbigen bildlichen Darstellung der Ortsgeschichte an der Kirchhofsmauer
- Verfallende, ehemals stattliche Wirtschaftsgebäude des früheren Gutes

## Sport
- Luftsport Club Erfurt e. V.
- Alperstedter See (ehemaliger Kiessee) südlich des Ortes mit Wassersportmöglichkeiten
- Club maritim Erfurt e. V.
- TSV Alperstedt e. V. mit den Sportarten American Football (Alperstedt Warriors), Gymnastik und Kegeln[6]

## Wirtschaft und Infrastruktur
Nördlich des Ortes befindet sich eine der größten Gewächshausanlagen Deutschlands, die von mehreren gärtnerischen Unternehmen zur Gemüseproduktion genutzt werden. Ein Biomasseheizkraftwerk versorgt diese Anlage mit Wärme. Es wird mit Holzschnitzeln aus der Region Thüringen beheizt.
Westlich von Alperstedt ist weiterer Kiesabbau vorgesehen, mit nachfolgender Eingliederung in die Kette der Erfurter Seen.

## Sonstiges
In Folge der reichsweiten Aktion Gitter, in welcher Parteimitglieder, Abgeordnete und Funktionäre der Sozialdemokratischen Partei Deutschlands, der Kommunistischen Partei Deutschlands und der Deutschen Zentrumspartei verhaftet wurden, wurde Edmund Schiecke (Jg. 1886) in das KZ Buchenwald eingeliefert. Mitte September wurde er wieder entlassen.